# Areios Pagos
Areios Pagos (Grieks: Άρειος Πάγος) is het hoogste rechtscollege van Griekenland voor civiele en strafrechtelijke zaken. Als opperste gerechtshof spreekt het zich niet uit over feitelijke vaststellingen van lagere gerechtshoven, maar kan het door middel van cassatie vonnissen verbreken wegens schending van de wet. Het hooggerechtshof staat aldus in voor de eenvormigheid van de rechtspraak.
De benaming Areios Pagos is afgeleid van de Areopaag, een 115 meter hoge heuvel ten noordwesten van de Akropolis, waarop de gelijknamige hoogste rechtbank van Athene in de oudheid was gevestigd.

## Historie
Het gerechtscollege Areios Pagos is op 16 oktober 1834 bij Koninklijk Besluit opgericht. Dit was twee jaar nadat Griekenland in 1832 een onafhankelijk koninkrijk was geworden onder koning Otto I van Griekenland. In eerste aanleg was de naam "Hof van Cassatie". In 1834 werd het in Areios Pagos omgedoopt en op 13 januari 1835 werden bij koninklijk besluit de eerste rechters van het college benoemd. De eerste president was Christodoulos Klonaris (1788-1849), minister van Justitie in de regering Ioannis Kapodistrias. 
Een van de taken van de president van de Areios Pagos is op te treden als interim-premier, indien een kabinet is gevallen, tot de volgende verkiezingen.

## Het huidige gerechtshof
De huidige rechtbank is gevestigd aan de Alexandras-boulevard te Athene en beschikt over zes rechtszalen. Daarvoor was de rechtbank gevestigd in de Iliou Melathron (Grieks: Ιλίου Μέλαθρον), het huis van de leeuwen, het voormalige huis van de archeoloog Heinrich Schliemann. De rechters zijn voor hun leven benoemd, met dien verstande dat ze bij het bereiken van de leeftijd van 67 jaar met verplicht pensioen gaan (artikel 88 lid 1 en 5 Grondwet). 